# Bütow
Bütow är en kommun och ort i Landkreis Mecklenburgische Seenplatte i förbundslandet Mecklenburg-Vorpommern i Tyskland.
Kommunen ingår i kommunalförbundet Amt Röbel-Müritz tillsammans med kommunerna Altenhof, Bollewick, Buchholz, Eldetal, Fincken, Gotthun, Groß Kelle, Kieve, Lärz, Leizen, Melz, Priborn, Rechlin, Röbel/Müritz, Schwarz, Sietow, Stuer och Südmüritz.